# Parte Zaharra
Parte Zaharra (o Alde Zaharra, lett. "parte vecchia" in basco; in spagnolo Parte Vieja) è un quartiere di 5 850 abitanti di Donostia-San Sebastian, corrispondente al centro storico della città. Il 16 aprile 2019 è stata dichiarata "monumento storico" dal governo basco.

## Geografia fisica
Si trova nella parte più settentrionale della città, in un promontorio compreso fra il monte Urgull e il fiume Urumea. È delimitata a sud da un viale che ha sostituito le antiche mura di difesa (chiamato popolarmente Bulebarra), e ad est dal porto di Donostia.

## Storia
La zona rappresenta il primo nucleo abitato di Donostia-San Sebastián, e le sue origini risalgono al XII secolo. Le mura di difesa che circondavano il quartiere furono abbattute nel 1863 per consentire l'espansione della città, e oggi rimangono solo alcuni resti nella zona del porto. Nel 1813, durante la guerra d'indipendenza spagnola, San Sebastiàn fu assediata dalle truppe anglo-portoghesi e la Parte Zaharra fu quasi completamente rasa al suolo durante i saccheggi e il successivo incendio che sconvolse la città. Da questo incendio si salvarono solo un isolato di case in Trinitate kalea e alcuni edifici religiosi quali la Basilica di Santa Maria del Coro, la chiesa di San Vincenzo martire (San Bizente Martiria) e il monastero di San Telmo. Per tale motivo, nonostante le origini antiche, la struttura del quartiere risale alla prima metà dell'Ottocento.

## Galleria d'immagini

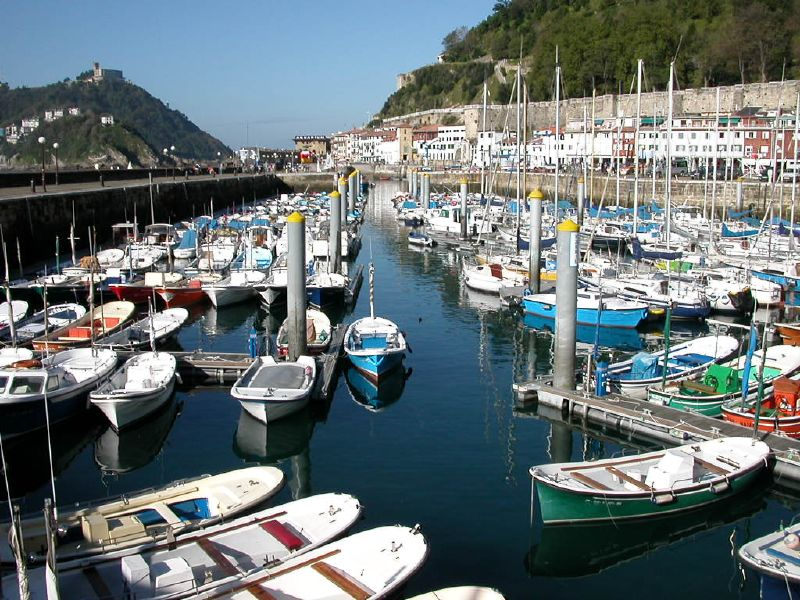
Il ponto di Donostia-San Sebastián, ai piedi del monte Urgull.
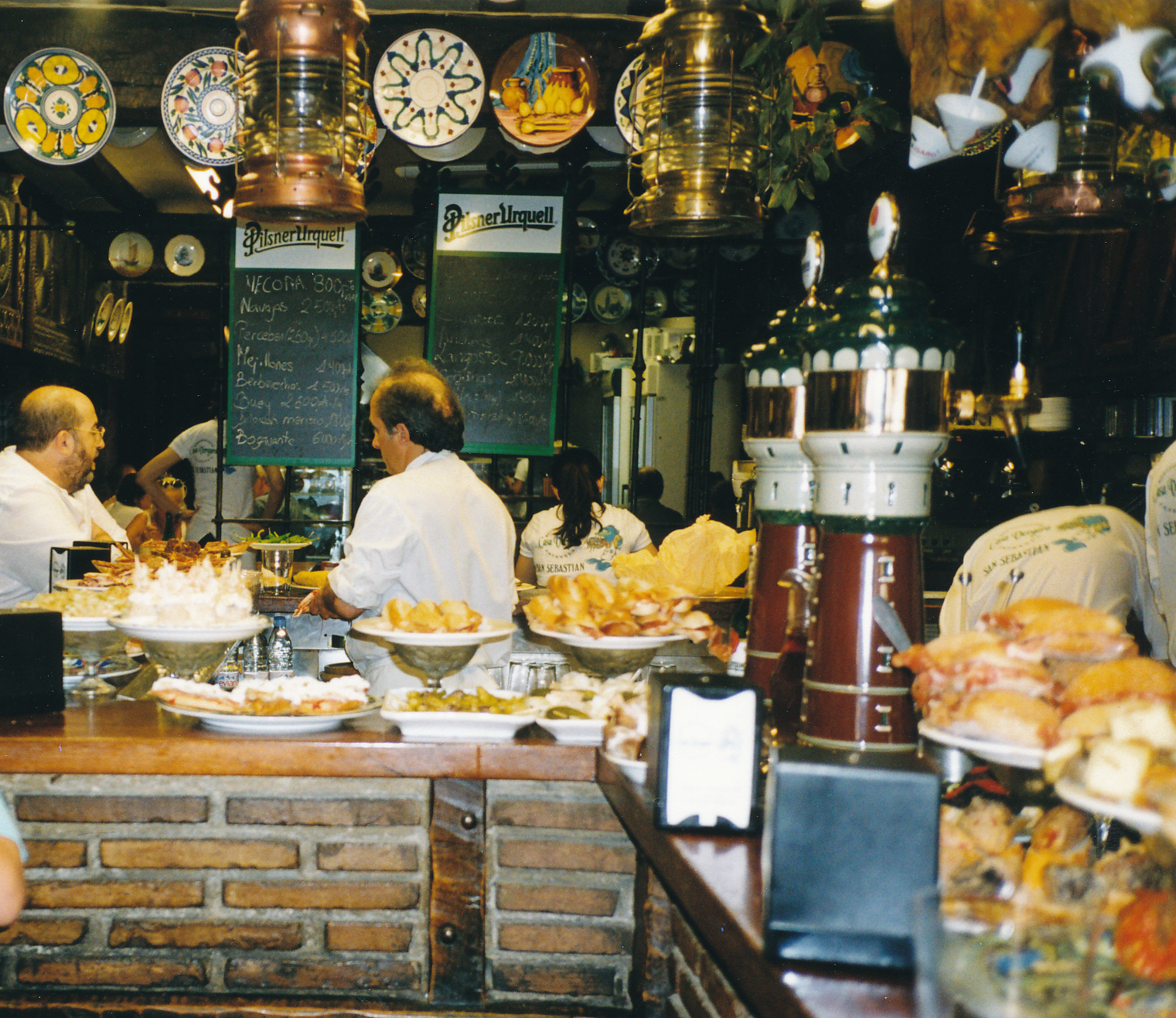
Un tipico bar con i pintxo esposti.
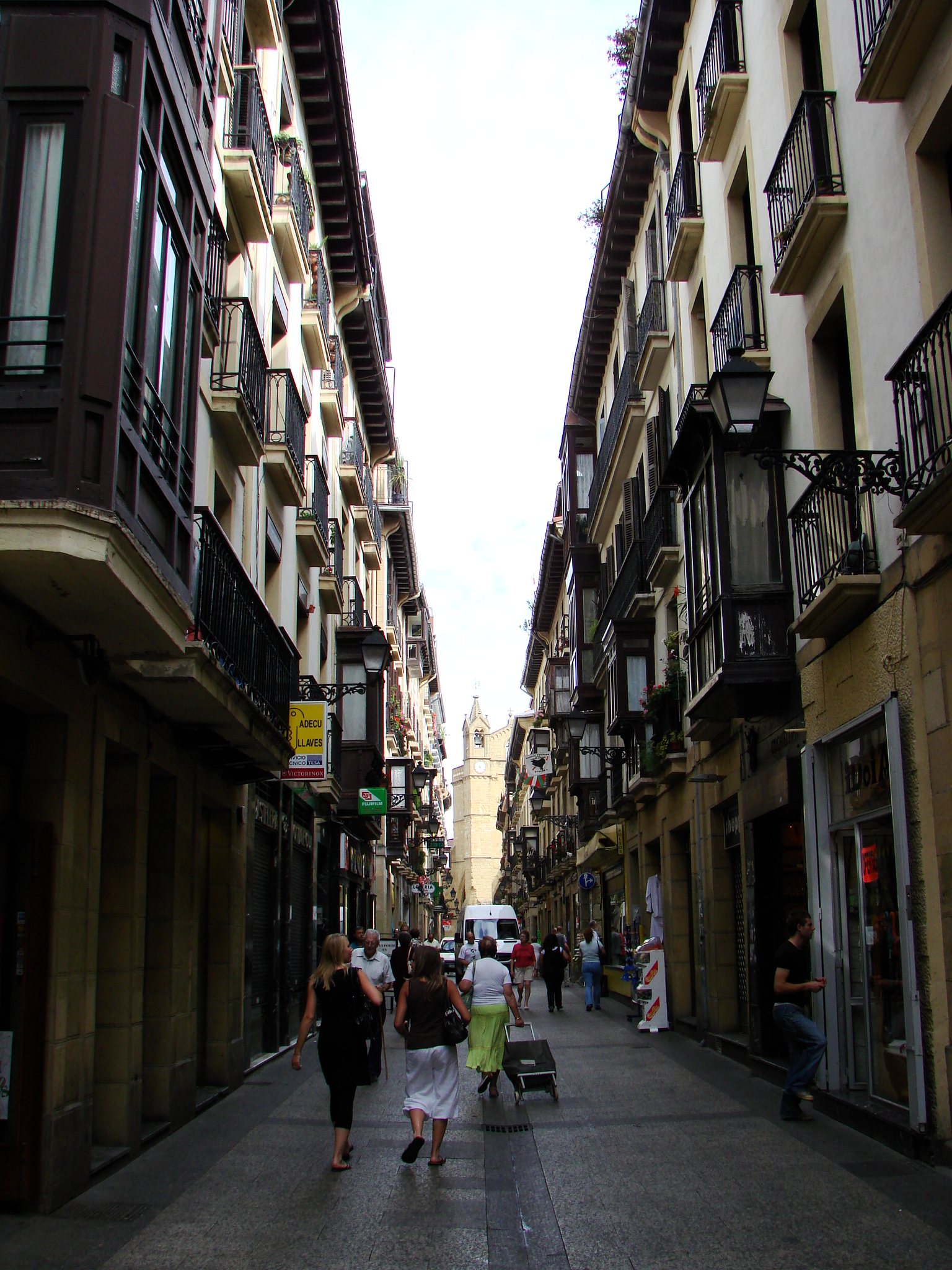
Narrika kalea con la chiesa di San Bizente nello sfondo.
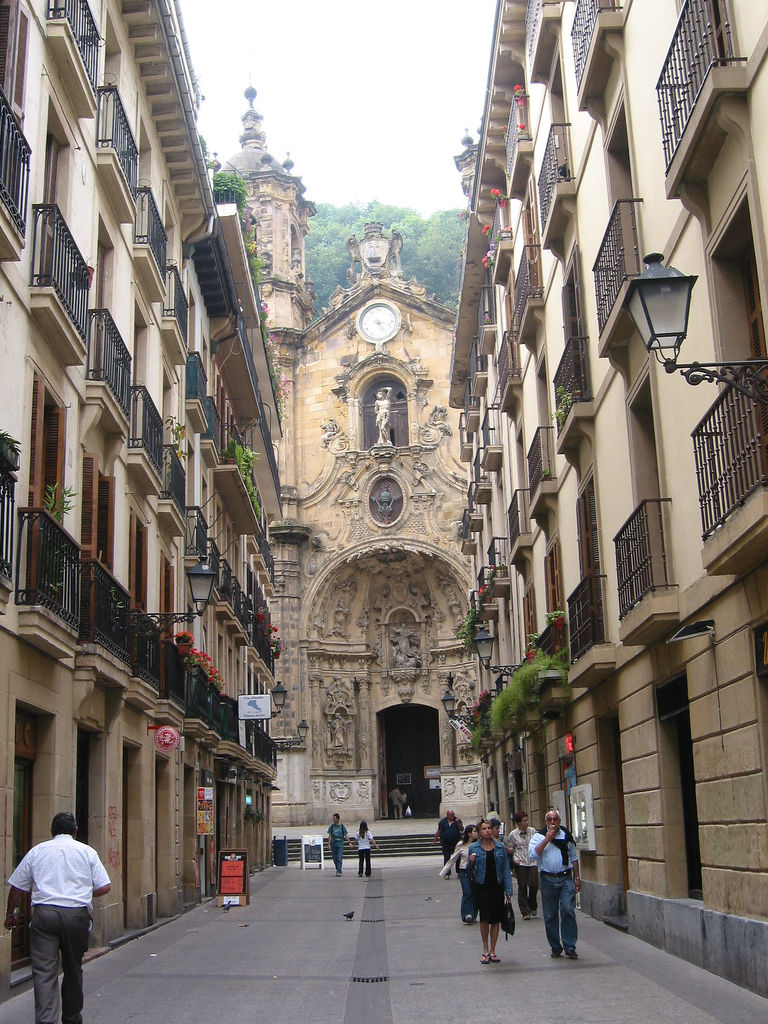
La Basilica di Santa Maria del Coro.
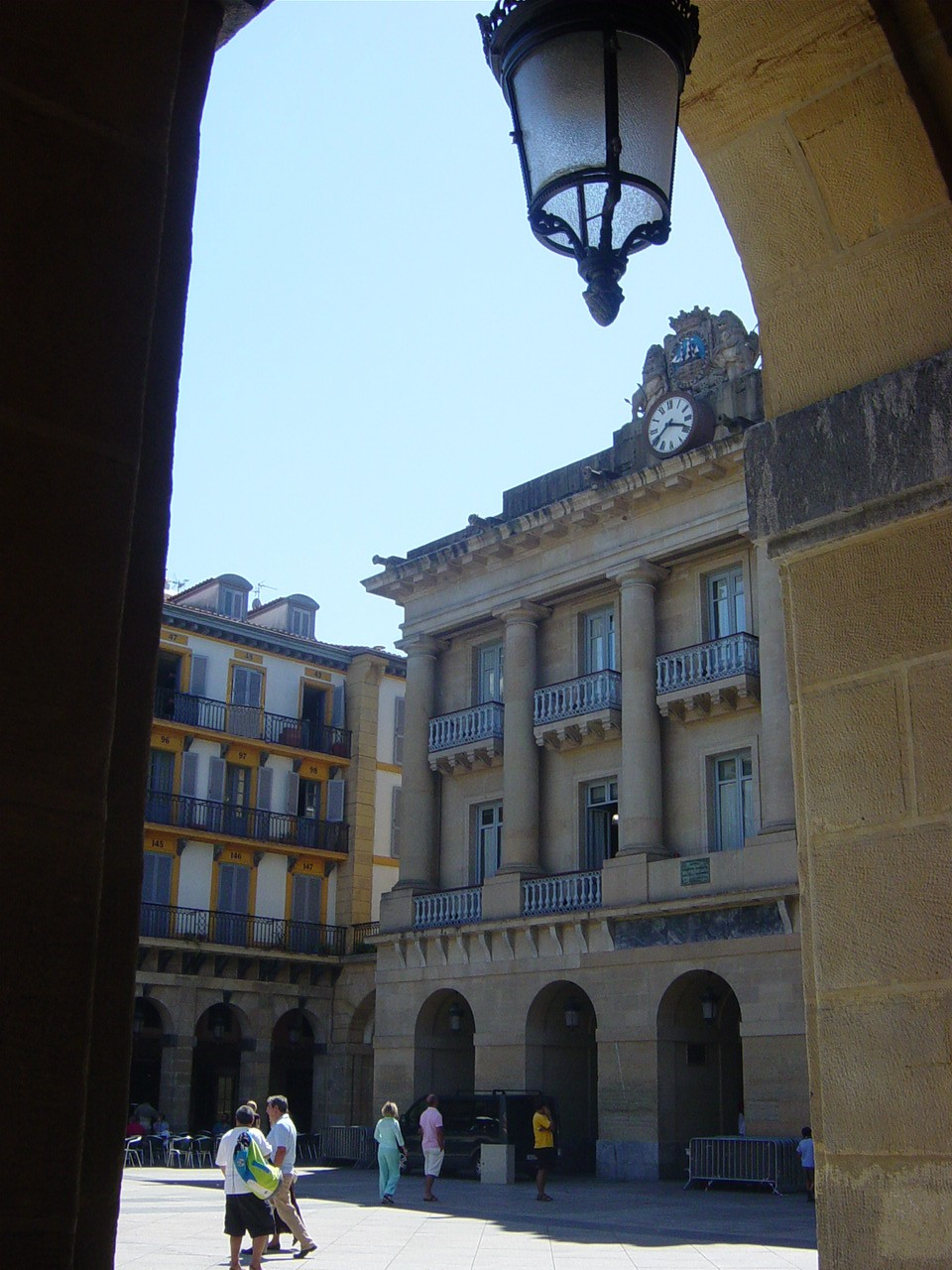
Konstituzio plaza e l'antico municipio.
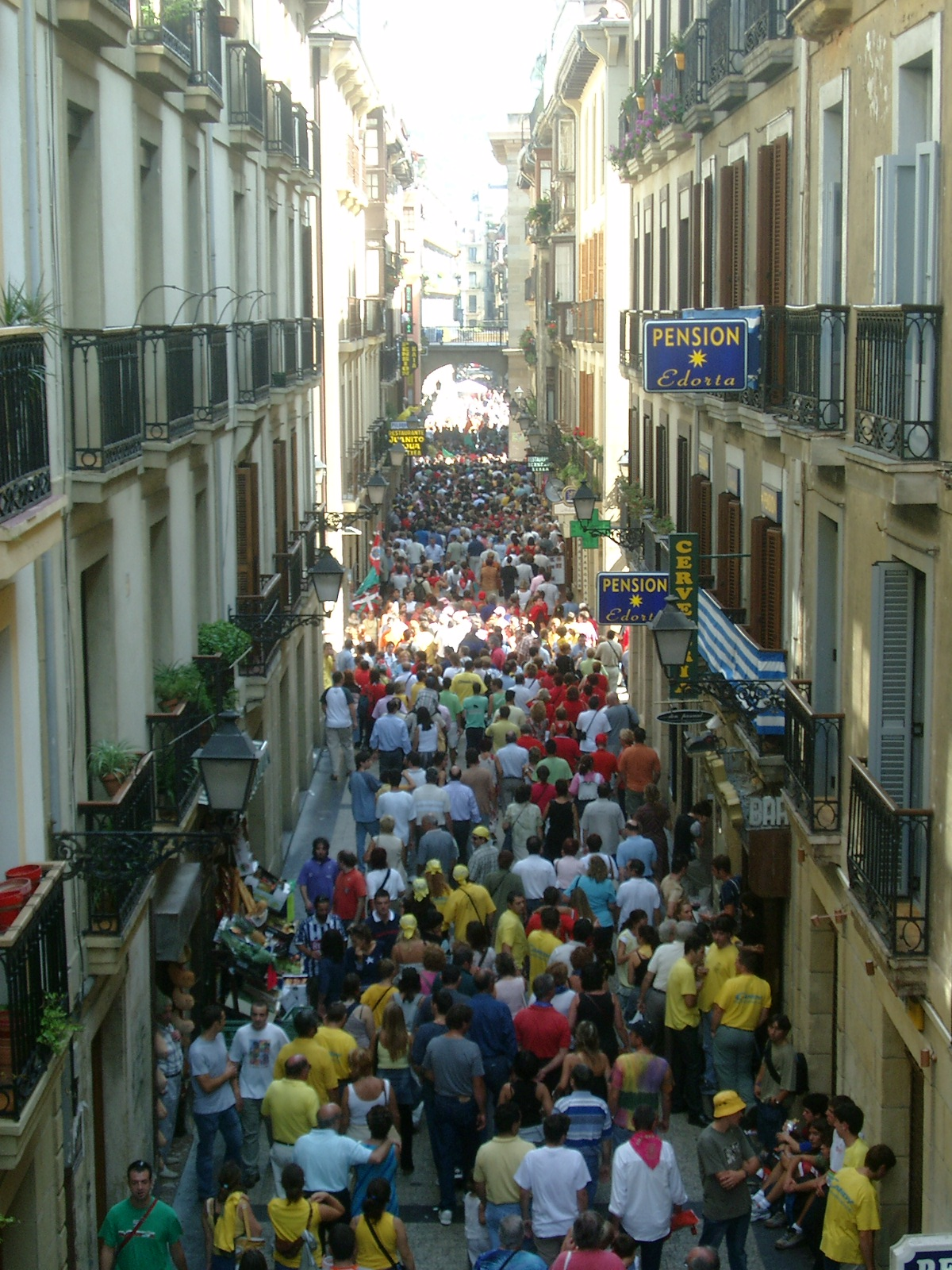
Portu kalea durante la Kontxako Bandera, una famosa regata   che si svolge ogni anno.
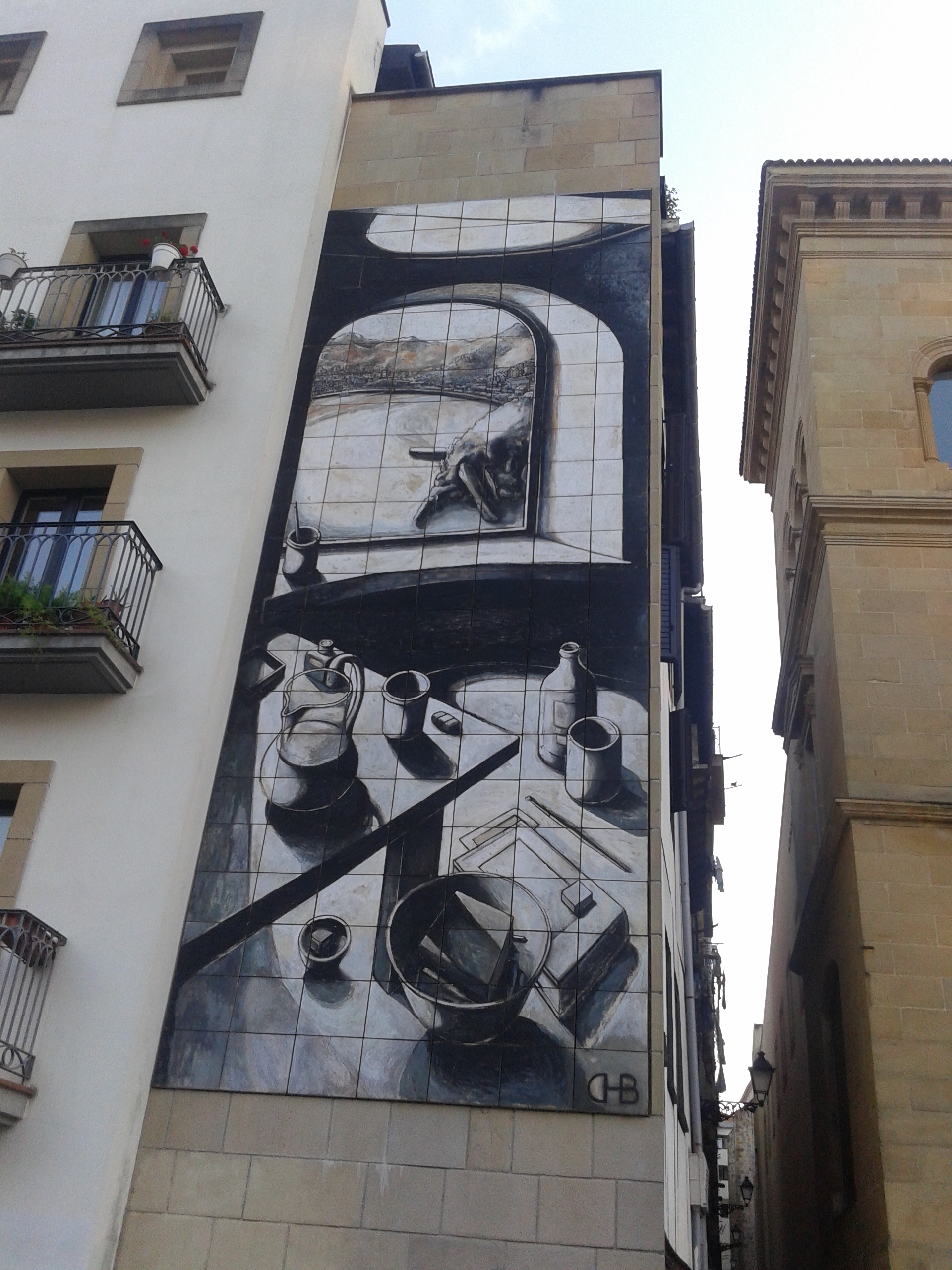
Santa Korda kalea, la strada più stretta della Parte Zaharra.